# Haurespää
Haurespää är en kulle i Finland.   Den ligger i den ekonomiska regionen  Fjäll-Lappland  och landskapet Lappland, i den norra delen av landet, 800 km norr om huvudstaden Helsingfors. Toppen på Haurespää är 417 meter över havet, eller 167 meter över den omgivande terrängen. Bredden vid basen är 6,8 km.
Terrängen runt Haurespää är varierad. Trakten runt Haurespää är nära nog obefolkad, med mindre än två invånare per kvadratkilometer. Det finns inga samhällen i närheten. 